# Стенлі Кевелл
Стенлі Луїс Кевелл (нар. 1 вересня 1926, Атланта, Джорджія — 19 червня 2018, Бостон, Массачусетс) — американський філософ. Був професором естетики та загальної теорії цінностей в Гарвардському університеті.

## Біографія
Народився в родині єврейських іммігрантів. Кевелл спочатку одержав музичну освіту, а 1947 року здобув ступінь бакалавра мистецтв із музики в Каліфорнійському університеті в Берклі. У 1954 році, навчаючись у Гарварді, він познайомився з Дж. Л. Остіном, чия концепція «буденної мови» зробила його палким прихильником його концепції. В останні роки Кевелл жив у Брукліні, штат Массачусетс. Деякий час він був головою Американської філософської асоціації. У 1978 році він був обраний членом Американської академії мистецтв і наук. З 2005 року був членом Американського філософського товариства.
Кевелл був постійним дописувачем у London Review of Books.
У 1992 році він був стипендіатом Мак-Артура.

## Філософія
Хоча витоки філософії Кевелла, фактично, сягають англо-американської аналітичної філософії, він часто шукав діалогу з європейською традицією. Тож його безумовно зараховують до течій постаналітичної філософії. Його праця «Чи повинні ми мати на увазі те, що ми говоримо?» стала однією з найважливіших в новітній філософії мови.
Окрім класичних тем філософії, він неодноразово коментував явища літератури та кіно. Його праці «У гонитві за щастям» (1981) та «Заперечуючи сльози: Мелодрама невідомих жінок» (1996) є філософським оглядом класичного голлівудського кіно. У «Погоні за щастям» він інтерпретує ексцентричні комедії 1930-х і 40-х років як щасливий досвід нашого повсякдення, який також може мати значний вплив на наш спосіб життя. Герої цих фільмів намагаються осягнути межі повсякденного життя і тим самим визнати його. Тож глядач, який може посміятися над цими фільмами, також може отримати можливість визнати та реалізувати свої власні «Погоні за щастям». Зрештою, за словами Кевелла, «ми знаходимо своє щастя не через аргументи чи норми, а надихаємося щасливим життям […]». Кевелл називає це «моральним перфекціонізмом». У Contesting Tears, однак, він описує мелодрами як мовні кризи, від яких у фільмах зазвичай страждають жіночі персонажі.
Кевелл зробив собі ім'я насамперед працями про Мартіна Гайдеггера і про пізню творчість Людвіга Вітгенштайна. Його вважають одним із найбільш відомих екзегетів Вітгенштайна в сучасній філософії. Його незвичайний підхід до його філософії також називають «новим Вітгенштайном». Кевелл також займався американським трансценденталізмом та його головними представниками Генрі Торо та Ральфом Волдо Емерсоном. Теми цих авторів проходять через усі його праці. Центральним елементом його філософії є філософське дослідження повсякденного та звичайного.

## Основні праці

### Чи повинні ми мати на увазі те, що говоримо?(1969)
Саме з цією збіркою есеїв Кевелл вперше привернув увагу ширшої аудиторії. У ній він розглядає проблеми використання мови, метафори, скептицизму, трагедії та літературної інтерпретації, постійно звертаючись до філософії буденної мови, прихильником і захисником якої він виступає.

### Претензія розуму: Вітгенштейн, скептицизм, мораль і трагедія, 1979
Найвідоміша книга Кевелла, джерела якої сягають його дисертації. Кавелл поєднує тут такі різноманітні теми, такі як романтичні комедії Шекспіра, епістемологічний скептицизм, Джона Дьюї, Фрідріха Ніцше, Ральфа Волдо Емерсона та Генріха фон Клейста. Особливою заслугою Кевелла є спроба досягти глибинної «гармонії» між, здавалося б, неспівмірними тематичними сферами, наприклад, між філософією та літературою.

### Міста слів(2004)
«Міста слів» — це історія позиції етичного перфекціонізму в західній філософії та літературі, яку Кевелл раніше пов'язував з Торо та Емерсоном. Ця робота також є однією з небагатьох кінокниг Кавелла.

### Філософія післязавтра(2005)
У цій недавній збірці есеїв Кевелл стверджує, що поняття перформативного мовленнєвого акту Джона Остіна може ґрунтуватися лише на концепції «пристрасного мовленнєвого акту»: перформативний мовленнєвий акт — це просто пропозиція участі в законному порядку, тоді як «пристрасний» мовленнєвий акт є імпровізованим. Новаторство в хаосі почуттів, який спочатку передбачає порядок. У книзі також ідеться про Фрідріха Ніцше, Джейн Остін, Джорджа Еліота, Генрі Джеймса, Фреда Астера та інших авторів, важливих для Кевелла, зокрема таких як Вільям Шекспір, Ральф Волдо Емерсон, Генрі Торо, Людвіг Вітгенштейн і Гайдеґґер.

### Чуття Волдена(2014)
Ранній великий твір Кевелла, присвячений книзі Волден, або життя в лісах. та значенню філософії Торо. Це есе знаменує собою початок захоплення Кавелла американськими трансценденталістами. Крім того, літературна критика Кавелла тут зосереджена на "[…] з'ясуванні того, як один філософський текст стимулюється іншим, чому історія філософії є історією таких стимулів, і що, відповідно, становить оригінальний або початковий текст. Супровідний нарис Марка Грайфа презентує Кевелла як лідера думок і вчителя цілого покоління інтелектуалів.

## Вибрані праці
- Must We Mean What We Say? A book of Essays. Scribner, New York 1969
- The World Viewed: Reflections on the Ontology of Film. Viking Press, New York 1971; 2nd enlarged edn. (1979)
- The Senses of Walden. North Point Press, San Francisco 1972
- The Claim of Reason: Wittgenstein, Skepticism, Morality, and Tragedy. Oxford University Press, 1979
- Pursuits of Happiness: The Hollywood Comedy of Remarriage. Harvard University Press, 1981
- Themes Out of School: Effects and Causes. North Point Press, San Francisco 1984
- Disowning Knowledge: In Six Plays of Shakespeare. Cambridge University Press, 1987; 2nd edn.: Disowning Knowledge: In Seven Plays of Shakespeare 2003.
- In Quest of the Ordinary: Lines of Scepticism and Romanticism. Chicago University Press, 1988.
- This New Yet Unapproachable America: Lectures after Emerson after Wittgenstein. Chicago University Press, 1988.
- Conditions Handsome and Unhandsome: The Constitution of Emersonian Perfectionism University of Chicago Press, 1990
- A Pitch of Philosophy: Autobiographical Exercises. Harvard University Press, 1994
- Philosophical Passages: Wittgenstein, Emerson, J. L. Austin, Jacques Derrida Blackwell, 1995
- Contesting Tears: The Melodrama of the Unknown Woman University of Chicago Press, 1996.
- Emerson's Transcendental Etudes. Stanford University Press, 2003
- Cities of Words: Pedagogical Letters on a Register of the Moral Life. Belknap Press, 2004
- Philosophy the Day after Tomorrow. Belknap, 2005